# Patrick Gaines Goode

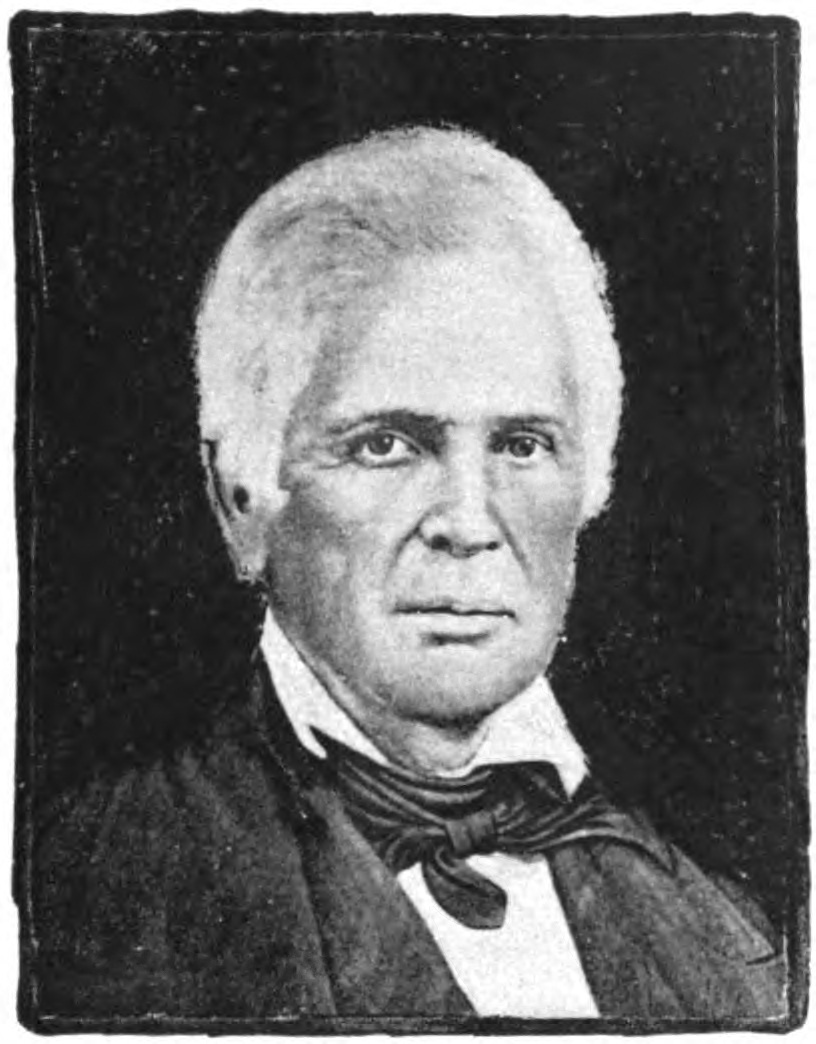
Patrick Gaines Goode

Patrick Gaines Goode (* 10. Mai 1798 im Charlotte County, Virginia; † 17. Oktober 1862 in Sidney, Ohio) war ein US-amerikanischer Politiker. Zwischen 1837 und 1843 vertrat er den Bundesstaat Ohio im US-Repräsentantenhaus.

## Werdegang
Noch in seiner frühen Jugend kam Patrick Goode mit seinen Eltern in das Wayne County in Ohio. Er besuchte die Xenia Academy und die öffentlichen Schulen in Philadelphia (Pennsylvania). Nach einem anschließenden Jurastudium und seiner 1821 erfolgten Zulassung als Rechtsanwalt begann er zunächst in Madison (Indiana) und dann im Shelby County in Ohio in diesem Beruf zu arbeiten. Politisch schloss er sich in den 1830er Jahren der Whig Party an. Zwischen 1833 und 1835 war er Abgeordneter im Repräsentantenhaus von Ohio.
Bei den Kongresswahlen des Jahres 1836 wurde Goode im dritten Wahlbezirk von Ohio in das US-Repräsentantenhaus in Washington, D.C. gewählt, wo er am 4. März 1837 die Nachfolge von Joseph Halsey Crane antrat. Nach zwei Wiederwahlen konnte er bis zum 3. März 1843 drei Legislaturperioden im Kongress absolvieren. Die Zeit ab 1841 war von den Spannungen zwischen Präsident John Tyler und den Whigs geprägt. Außerdem wurde damals bereits über eine mögliche Annexion der seit 1836 von Mexiko unabhängigen Republik Texas diskutiert.
Goode war zudem als Geistlicher der Methodistenkirche tätig und hielt auch während seiner Zeit in Washington fast jeden Sonntag Predigten. Auch nach seinem Ausscheiden aus dem US-Repräsentantenhaus ging er weiter dieser Tätigkeit nach. Zwischen 1844 und 1851 amtierte er überdies als Richter am Berufungsgericht. Er starb am 17. Oktober 1862 in Sidney.